# Theraps wesseli
Theraps wesseli är en fiskart som beskrevs av Miller, 1996. Theraps wesseli ingår i släktet Theraps och familjen Cichlidae. Inga underarter finns listade i Catalogue of Life.